# Сокотра (порт)
Порт Сокотры — порт в Йемене. Расположен на архипелаге Сокотра. Длина самого причала с ноября 2015 года составляет 135 метров, а грубина погружения — от 4,5 до 6 метров.

## История
Порт был построен в 1996 году с причалом длиной 45 м. Это единственный морской порт, который снабжает остров нефтепродуктами и продуктами питания.

## Местонахождение
Порт Сокотра расположен на острове Сокотра в Индийском океане. Это единственный порт на острове. Расположен в 5 километрах к востоку от Хадибу, столицы Сокотры, одного из стратегически важных островов в Республике Йемен.
Рядом проходит автомобильная дорога RR-01, идущая вдоль всего северного побережья Сокотры.
Ближайший аэропорт находится в 11 км.

## История
Был открыт в 1996 г. Острову было уделено внимание со стороны правительства. Морской путь пострадал от сильных ветров и тсунами в 2004 году, что заставило власть отремонтировать его в 2008 году, чтобы возобновить коммерческую деятельность острова и обеспечить его продуктами питания и нефтепродуктами. Порт также был серьезно поврежден в ноябре 2015 года из-за ураганов, но было проведено техническое обслуживание и восстановление морского пути в Хавлафе, финансируемые Объединенными Арабскими Эмиратами, в результате чего длина причала стала 135 метров, а глубина погружения — от 4,5 до 6 метров.